# Andrzej Skrzypczak (piłkarz)
Andrzej Skrzypczak (ur. 14 listopada 1938, zm. 7 lipca 2013) – polski piłkarz grający na pozycji bramkarza, zawodnik Lecha Poznań.
Wychowanek Lubońskiego Klubu Sportowego. W latach 1955–1958 oraz 1961-1969 zawodnik Lecha Poznań (w okresie 1959-1960 odbywał służbę wojskową w Śląsku Wrocław). W okresie występów w Lechu w ciągu trzech sezonów, w latach 1961-1963 rozegrał 24 mecze w ekstraklasie. Występował także w II i III lidze. Po raz ostatni wybiegł na murawę podczas meczu "Kolejorza" z Piastem Gliwice w październiku 1968 roku.
7 lipca 2013 roku zmarł po długiej chorobie. Jego pogrzeb odbył się 11 lipca na Cmentarzu Junikowo w Poznaniu.